# Mons-en-Barœul
Mons-en-Barœul település Franciaországban, Nord megyében. Lakosainak száma 21 368 fő (2022. január 1.). Mons-en-Barœul Marcq-en-Barœul, Villeneuve-d’Ascq és Lille községekkel határos.

## Népesség
A település népességének változása:
| Lakosok száma | 21 513 | 20 993 | 21 046 | 20 782 | 21 017 | 21 277 | 21 564 | 21 467 | 21 368 |
|               | 2013   | 2015   | 2016   | 2017   | 2018   | 2019   | 2020   | 2021   | 2022   |